# Ceraia sanguinea
Ceraia sanguinea é uma espécie de orquídea de flores pequenas que duram muito pouco, mas que floresce diversas vezes ao ano, nativa de Borneu.